# انتی کاسویو
انتی کاسویو (به انگلیسی: Antti Kasvio) (زادهٔ ۲۰ دسامبر ۱۹۷۳) شناگر اهل فنلاند است.